# Thomas Rowley
Thomas Rowley (ur. 2 lipca 1994 w Long Beach) – amerykański narciarz dowolny, specjalizujący się w jeździe po muldach. W 2015 roku wystartował na mistrzostwach świata w Kreischbergu, zajmując szóste miejsce w jeździe po muldach podwójnych i siódme w jeździe po muldach. Nie brał udziału w Igrzyskach olimpijskich. Najlepsze wyniki w Pucharze Świata osiągnął w sezonie 2014/2015, kiedy to w klasyfikacji generalnej zajął 31. miejsce, a w klasyfikacji jazdy po muldach był dziewiąty.

## Osiągnięcia

### Mistrzostwa świata
| Miejsce | Dzień       | Rok  | Miejscowość | Konkurencja      | Zwycięzca        |
| ------- | ----------- | ---- | ----------- | ---------------- | ---------------- |
| 7.      | 18 stycznia | 2015 | Kreischberg | Jazda po muldach | Anthony Benna    |
| 6.      | 19 stycznia | 2015 | Kreischberg | Muldy podwójne   | Mikaël Kingsbury |

### Puchar Świata

#### Miejsca w klasyfikacji generalnej
- sezon 2013/2014: 275.
- sezon 2014/2015: 31.
- sezon 2015/2016: 57.
- sezon 2016/2017:

#### Miejsca na podium w zawodach
1. Megève – 12 marca 2015 (muldy podwójne) – 2. miejsce
2. Tazawako – 28 lutego 2016 (muldy podwójne) – 2. miejsce